# Alfred Farau
Alfred Farau (geboren als Alfred Hernfeld, 10. Dezember 1904 in Wien, Österreich-Ungarn; gestorben 14. November 1972 in New York City) war ein österreichisch-US-amerikanischer  Psychotherapeut und Schriftsteller.

## Leben
Alfred Hernfelds Vater Max Hernfeld war städtischer Oberlehrer und Fürsorgerat, seine Mutter Helene Singer war Mitglied im Wiener Philharmonischen Chor. Beide Elternteile wurden Opfer des Holocaust. Hernfeld heiratete 1930 Sylvia Markus, die nach seinem Tod nach Israel zog.
Hernfeld besuchte die Realschule und die Handelsschule. Von 1924 bis 1929 studierte er Literaturwissenschaften, Philosophie und Pädagogik an der Universität Wien, die Promotion erlangte er erst 1953. Er interessierte sich für die Individualpsychologie und wurde Schüler Alfred Adlers. Dieser sorgte für seine Aufnahme in den Verein für Individualpsychologie, und Hernfeld eröffnete eine Privatpraxis als Psychotherapeut.
Er lehrte als freier Dozent an der Volkshochschule in Wien literarische und kulturgeschichtliche Themen, war am Franz Schubert Konservatorium tätig und stand außerdem dem Wiener Künstler- und Literatenverein Junge Kunst vor. Hernfeld/Farau gilt als einer der Pioniere des Hörspiels. 1931 produzierte er das Hörspiel Das Märchen vom kleinen Opichi und 1933 Ruf der Sterne für die RAVAG. Er schrieb bis zur Machtübergabe an die Nationalsozialisten 1933 für die Berliner Zeitung Funk-Express.
Nach dem „Anschluss“ Österreichs 1938 wurde er im Zuge der Verhaftungen in der Reichspogromnacht für vier Monate im KZ Dachau eingesperrt. Hernfeld gelangte 1939 nach Triest, und mit Hilfe jüdischer Flüchtlingsorganisationen kamen er und seine Frau 1940 mit dem Schiff Roma nach New York. Dort änderten sie ihren Familiennamen, in der Hoffnung, dass seine Eltern dann nicht wegen seiner antifaschistischen Aktivitäten belangt würden. Beide schlugen sich zunächst mit Gelegenheitsarbeiten durch.
Erst 1944 konnte er wieder in einer eigenen psychotherapeutischen Praxis arbeiten. In den USA wurde er Mitgründer der American Society of Adlerian Psychology und wurde 1949 beim „Adler Training Institute“ angestellt.  Neben den Hörspielen kam 1929 sein erstes Kinderbuch Pudel Muck heraus. Er schrieb zwei Bände Gedichte. Zu seinen Fachpublikationen gehören Der Einfluß der österreichischen Tiefenpsychologie auf die amerikanische Psychologie der Gegenwart und die posthum von seiner Mitarbeiterin Ruth Cohn vollendete Gelebte Geschichte der Psychotherapie. Farau wurde 1960 Mitglied des P.E.N., war Mitglied der New York Academy of Sciences und der American Psychological Association. 1964 erhielt er eine österreichische Ehrenprofessur und 1970 das Österreichische Ehrenkreuz für Wissenschaft und Kunst.

## Schriften (Auswahl)
- Pudel Muck, das treue Tier, erzählt Geschichten dir und mir. Synek, Prag 1930, (Verse und Prosa).
- Das Trommellied vom Irrsinn. Gedichte aus dieser Zeit. Writers Service Center, New York NY 1943.
- Wo ist die Jugend, die ich rufe? Willard, New York NY 1946, (Gedichte).
- Der Einfluß der österreichischen Tiefenpsychologie auf die amerikanische Psychotherapie der Gegenwart. Sexl, Wien 1953.
- Schatten sind des Lebens Güter. Bergland-Verlag, Wien 1967, (über Franz Grillparzer, Ur-Aufführung in Boston 1962).
- mit Herbert Schaffer: La psychologie des profondeurs des origines à nos jours. Payot, Paris 1960, (In portugiesischer Sprache: A psicologia das profundidades. (Das origens aos nossos dias) (= Biblioteca filosófica. 16). Atlântida, Coimbra 1963).
- mit Ruth C. Cohn: Gelebte Geschichte der Psychotherapie. Zwei Perspektiven. Klett-Cotta, Stuttgart 1984, ISBN 3-608-95093-1.
- Aus dem Tagebuch eines Emigranten und anderes Österreichisches aus Amerika (= Austrian Culture. 4). Hrsg. von Harry Zohn. Lang, New York NY u. a. 1992, ISBN 0-8204-1631-2.

Hörspiele
Die Hörspiele blieben unveröffentlicht.